# Infidels
| 전문가 평가              | 전문가 평가 |
| 평가 점수                | 평가 점수   |
| 출처                     | 점수        |
| ------------------------ | ----------- |
| AllMusic                 | [ 2 ]       |
| Christgau's Record Guide | B-          |
| Entertainment Weekly     | A-          |
| MusicHound Rock          | 3/5         |
| Paste                    | (Positive)  |
| Rolling Stone            | [ 7 ]       |
| Tom Hull                 | B–          |

《Infidels》는 미국의 싱어송라이터 밥 딜런의 스물두 번째 스튜디오 음반으로 1983년 10월 27일 컬럼비아 레코드가 발매했다.
마크 노플러와 딜런이 직접 프로듀싱한 《Infidels》는 기독교로의 개종과 세 차례의 복음주의 음반, 그리고 그 후 덜 종교적인 생활방식으로의 복귀에 이어 세속적인 음악으로의 복귀로 보여진다. 그가 종교적인 이미지를 완전히 버린 적은 없지만, 《Infidels》는 환경과 지정학에 대한 해설 외에도 사랑과 상실이라는 좀더 개인적인 주제에 초점을 맞추어서 많은 주목을 받았다. 《롤링 스톤》의 크리스토퍼 코넬리는 《Infidels》 직전 이 가스펠 음반을 "생명이 없는" 음반이라고 불렀고, 《Infidels》가 밥 딜런의 경력을 다시 살린 것으로 보았다. 코넬리에 따르면 《Infidels》는 딜런의 《Blood on the Tracks》 이후 최고의 시적이고 멜로디 작품이다. 이 비판적인 반응은 몇 년 동안 딜런에게 가장 강력했으며, 거의 보편적으로 이 노래의 작곡 및 연주로 환영을 받았다. 이 음반은 미국 20위, 영국 9위에 오르는 등 상업적으로도 선전했다. 팬들과 비평가들은 많은 비평가들의 경력 하이라이트로 여겨지는 〈Blind Willie McTell〉을 주로 마스터링하기 바로 직전에 음반에서 몇 곡이 이해할 수 없을 정도로 잘려나갔으며, 8년 후 《The Bootleg Series Volume III》에 등장하기 전까지는 공식적으로 발표되지 않은 것에 실망했다. 이 음반은 녹음되었고 전적으로 디지털 녹음 장비에 혼합되었다.

## 녹음 세션
《Infidels》는 밴드 다이어 스트레이츠의 프런트맨으로 가장 잘 알려진 마크 노플러가 프로듀싱했다. 딜런은 처음에는 음반을 직접 제작하고 싶었지만, 기술이 자신을 지나쳤다고 느낀 그는 모던 레코딩 스튜디오에 있는 집에 더 많은 컨템포러리 아티스트들에게 다가갔다. 딜런이 노플러를 고용하기 전에 데이비드 보위, 프랭크 자파, 엘비스 코스텔로가 모두 접근했다.
노플러는 나중에 딜런을 제작하는 것이 어렵다는 것을 인정했다. "여러분은 사람들이 다른 방식으로 일하는 것을 보고, 그것은 여러분에게 좋습니다. 여러분은 다른 사람들이 일하는 방식에 적응하는 법을 배워야 합니다. 네, 밥과 가끔 이상한 일이 있었습니다. 생산에 관한 좋은 점 중 하나는 유연해야 한다는 것을 증명한다는 것입니다. 각각의 노래는 다른 노래와 다른 자신만의 비밀이 있고, 각각의 삶은 있습니다. 때때로 그것은 놀림을 받아야 하는 반면, 다른 때 그것은 빨리 올 수 있습니다. 작곡이나 프로듀싱에 관한 법률은 없습니다. 그것은 당신이 누구를 하는 것이 아니라 당신이 무엇을 하는가에 달려 있습니다. 예민하고 융통성이 있어야 하고 재미있어요. 제가 더 잘 훈련받았다고 할 수 있겠네요. 하지만 밥은 시인으로서 가사의 작가로써 훨씬 더 단련되어 있다고 생각합니다. 그는 정말 천재예요. 가수로서요. 절대 천재예요. 하지만 음악적으로는 훨씬 더 기본이 되는 것 같아요. 음악은 그저 그 시의 매개체일 뿐입니다."
일단 노플러가 승선하자, 두 사람은 재빨리 뛰어난 음악가들로 구성된 팀을 구성했다. 노플러가 직접 연주한 기타 연주는 롤링 스톤스의 리드 기타리스트였던 믹 테일러의 기타 연주와 짝을 이뤘다. 지난 여름 테일러를 소개받은 딜런은 그와 친분을 쌓았고, 그 결과 기타리스트가 《Infidels》 자료를 4월 세션까지 몇 달 동안 먼저 듣게 되었다. 게다가, 세션들은 슬라이드 기타리스트로서의 테일러의 능력으로도 혜택을 받았다.

## 곡 목록
모든 곡들은 밥 딜런에 의해 작사/작곡하였다.
| #  | 제목                    | 재생 시간 |
| -- | ----------------------- | --------- |
| 1. | 〈Jokerman〉            | 6:12      |
| 2. | 〈Sweetheart Like You〉 | 4:31      |
| 3. | 〈Neighborhood Bully〉  | 4:33      |
| 4. | 〈License to Kill〉     | 3:31      |

| #  | 제목                               | 재생 시간 |
| -- | ---------------------------------- | --------- |
| 1. | 〈Man of Peace〉                   | 6:27      |
| 2. | 〈Union Sundown〉                  | 5:21      |
| 3. | 〈I and I〉                        | 5:10      |
| 4. | 〈Don't Fall Apart on Me Tonight〉 | 5:54      |

## 인증
| 국가                       | 인증     | 판매량/출하량 |
| -------------------------- | -------- | ------------- |
| 캐나다 (뮤직 캐나다)       | 골드     | 50,000^       |
| 뉴질랜드 (RMNZ)            | 플래티넘 | 15,000^       |
| 영국 (BPI)                 | 실버     | 60,000^       |
| 미국 (RIAA)                | 골드     | 500,000^      |
| ^출하량을 기반으로 한 인증 |          |               |